# 五公镇
五公镇，是中华人民共和国河北省衡水市饶阳县下辖的一个乡镇级行政单位。

## 行政区划
五公镇下辖以下地区：
五公村、邹村、南官庄村、东送驾庄村、杨各庄村、王桥村、宋桥村、高桥村、园子村、耿口村、南善村、北善村、南马村、北马村、南张保村、北张保村、许张保村、贾张保村、西张保村、沃地村和北官庄村。